# Jesse James Garrett
Jesse James Garrett es un diseñador de experiencia de usuario afincado en San Francisco y cofundador de la empresa de consultoría de estrategia y diseño Adaptive Path. Su esquema titulado The Elements of User Experience (Los elementos de la experiencia del usuario) lanzó su popularidad en la comunidad del diseño web a principios de 2000, que posteriormente se publicó como libro. En un artículo de 2005, Garrett acuñó el término  para describir la tecnología asíncrona que había detrás de servicios emergentes como Google Maps y Google Suggest, así como la experiencia de usuario resultante, que permitía navegar sin interrupciones al eliminar la recarga de toda la página.

## Biografía
Jesse James Garrett cofundó en 2001 Adaptive Path, una empresa de estrategia y diseño de la experiencia del usuario, y fue cofundador del Information Architecture Institute. Sus ensayos han aparecido en New Architect, Boxes and Arrows y Digital Web Magazine. Jesse estudió en la Universidad de Florida.
Garrett es autor de The Elements of User Experience (Los elementos de la experiencia del usuario), un modelo conceptual de diseño centrado en el usuario que se publicó por primera vez como esquema en 2000 y posteriormente como libro en 2002. En 2010 se publicó una segunda edición del libro. Aunque originalmente estaba destinado al diseño web, el modelo de los Elementos ha sido adoptado desde entonces en otros campos, como el desarrollo de software y el diseño industrial. También creó la primera notación estandarizada para el diseño de interacción, conocida como Vocabulario Visual.

Entre las obras de Garrett se encuentran ia/recon, un ensayo en el campo de la arquitectura de la información en evolución, y The Nine Pillars of Successful Web Teams, un modelo conceptual similar a Elements para las estructuras y procesos de los equipos. En su esfuerzo más conocido, Garrett acuñó el término Ajax en febrero de 2005 para describir la información que hay detrás del JavaScript asíncrono y el XML. Aunque no es el único que trabaja en el desarrollo de esta tecnología, Garrett pensó en el término en la ducha cuando se dio cuenta de la necesidad de un término abreviado para representar el conjunto de tecnologías que propone a un cliente.
En 2008, Garrett diseñó el concepto Aurora para un futuro navegador web para la empresa Mozilla. El discurso de Garrett en la Cumbre de Arquitectura de la Información de 2009 (IA Summit 2009), conocido como el "Plenario de Memphis", creó debate y controversia en la comunidad de la experiencia de usuario.
El proyecto "iWitness" de Garrett fue uno de los ganadores del concurso Knight of Knight Media Innovation News Challenge 2011 de la Fundación John S. y James L. Knight.

## Premios
En mayo de 2006, Garrett recibió el premio Rave de la revista Wired en el campo de la tecnología.

## Vida personal
Garrett nació en Ottawa, Ontario, Canadá, y creció en Florida. Vivió en Los Ángeles durante 5 años antes de mudarse a San Francisco en 1999. Estuvo casado con Rebecca Blood desde 2001 hasta 2014 y tienen un hijo en común.